# 고 쇼세이
고 쇼세이(일본어: 呉 昌征, 1916년 6월 28일 ~ 1987년 6월 7일)는 타이완 출신의 일본의 전 프로 야구 선수이다.
프로 입단부터 1942년까지는 실명인 고 하(일본어: 呉 波)를 사용했고, 이후 일본에 귀화하면서 이시이 마사유키(일본어: 石井 昌征)로 개명했다. 등록명은 고 쇼세이로 했다.

## 인물
자이 농림학교 시절에는 곤도 효타로 감독의 지휘 아래 봄 고시엔에 1회, 여름 고시엔에 3회 출전해 맨발의 플레이로 이름을 날렸다. 자이 농림 시절에는 외야수 이외에도 투수를 겸하고 있었으나 그다지 좋은 성적은 거두지 못했고 야수에 전념하게 되었다.
1937년에 도쿄 자이언츠에 입단해 빠른 발과 강한 어깨의 외야수로 활약하며 인간 기관차라고 불리었는데 자이언츠 최초의 동양인 외국인 타자였다. 1942년과 1943년에는 2년 연속으로 수위 타자 타이틀을 차지했다. 당시는 품질이 투박한 날지 않는 공을 사용했기 때문에 타율은 .286과 .300으로 낮았다(1942년의 타율 0.286으로 수위 타자 등극은 역대 최저 기록이다).
1943년 시즌 종료 후 대만으로 귀환해 자이언츠를 탈퇴하게 되었다. 타이완으로 가려는 준비에 방문했던 오사카에서 지역의 기업인 가미시마 화학에 근무하게 되었다. 가미시마 화학의 사장인 미야우치 기요시가 한신 구단의 사장이었던 도가시 고이치에게 고를 소개한 것으로 인해 한신으로 이적하게 되었다. 이 이적에는 현금이 사용되기도 하였다.
1944년 시즌부터 한신에서 플레이하며 20경기에 출장해 19도루를 기록하며 자이언츠의 고 신교와 함께 도루왕 타이틀을 거머쥐었다.
1946년에는 투수가 부족했던 팀 사정으로 인해 '외야에서 정확한 홈 송구를 할 수 있으니까 투수도 가능할 것이다'라는 이유로 투수로도 등판하게 되었다. 같은 해 4월 28일에 열린 개막 2차전 대 한큐 브레이브스(한큐 니시노미야 구장) 전에서 첫 선발로 나섰고, 9이닝을 1실점으로 틀어막으며 프로 첫 승을 완투승으로 장식했다. 이후 선발 로테이션에 정착해 같은 해 6월 16일에는 이례적으로 투수 겸임으로써 전후 최초의 노히트 노런을 기록하기도 했다. 이 경기에서 사사구를 5개 내주었으나 투구수는 122개로 경기 시간이 약 1시간 30분 정도의 쾌투를 보였다. 또한 같은 해 팀 내 최다인 14승(6패)와 리그 9위의 방어율 3.02를 기록했다. 또한 등판이 없는 날에는 1번·중견수로 나서 타율도 0.291(리그 14위)를 기록하고 투타에서 맹활약했다.
1946년 이외에는 투수로 출전하는 일이 거의 없었고 주로 1번에서 한신 구단의 주력으로 활약했다.
1949년 말 2리그 분열 소동으로 퍼시픽 리그의 마이니치 오리온스로 이적해 1957년 은퇴했다. 고는 프로 생활 20년 만에 현역에서 은퇴했는데 실제로 20시즌을 치른 것은 고가 최초였다.
1987년 6월 7일 사망했다. 향년 70세. 1995년 야구 명예의 전당에 입성했다.
요미우리·한신이라는 인기 팀의 주력 선수로 활약했던 드문 존재였다. 요미우리 대 한신의 OB전에서는 "너는 여기 선수야"라고 가와카미 데쓰하루, 아오타 노보루와 후지무라 후미오, 가지오카 다다요시의 양 팀에서 조롱하기도 했다.
'쇼세이'라는 이름은 그의 은인의 아들에게 붙여진 이름이었는데, "저에게도 그 이름을 나누어 붙일 수 있게 해주십시오"라고 해서 변경한 것이다.
태평양 전쟁 말기인 1945년 일본 프로 야구는 전쟁의 영향으로 시즌이 중단되었다. 이로 인해 한신 고시엔 구장의 그라운드가 감자 밭이 되었을 때, 고가 그 곳에서 현장 감독(경작 지도원)을 맡았다. 고가 학창 시절 농림학교에서 배웠던 적도 있었기 때문에 그 경험을 살려 토양 개량에 종사했다.

## 상세 정보

### 출신 학교
- 타이난 주립 자이 농림학교

### 선수 경력
- 도쿄 자이언츠 (1937년 ~ 1943년)
- 한신군·오사카 타이거스(1944년, 1946년 ~ 1949년)
- 마이니치 오리온스(1950년 ~ 1957년)

### 수상·타이틀 경력

#### 타이틀
- 수위 타자 : 2회(1942년, 1943년)
- 도루왕 : 1회(1944년)
- 최다 안타(당시는 타이틀은 아님) : 1회(1943년) ※1994년부터 타이틀로 제정됨

#### 수상
- MVP : 1회(1943년)
- 일본 야구 명예의 전당 헌액자(1995년)

### 개인 기록
- 노히트 노런 : 1회(1946년 6월 16일 대 세네터스 전, 한큐 니시노미야 구장) ※역대 14번째
- 16경기 연속 득점(1950년 5월 15일 ~ 6월 21일)
- 통산 1000경기 출장 : 1950년 5월 1일 ※역대 2번째
- 올스타전 : 2회(1951년, 1953년)

### 등번호
- 23(1937년 ~ 1943년, 1946년 ~ 1956년)
- 53(1957년)

### 연도별 타격 성적
| 연 도       | 소 속       | 경 기 | 타 석 | 타 수 | 득 점 | 안 타 | 2 루 타 | 3 루 타 | 홈 런 | 루 타 | 타 점 | 도 루 | 도 루 자 | 희 생 번 | 희 생 플 | 볼 넷 | 고 4 | 사 구 | 삼 진 | 병 살 타 | 타 율 | 출 루 율 | 장 타 율 | O P S |
| ----------- | ----------- | ----- | ----- | ----- | ----- | ----- | ------- | ------- | ----- | ----- | ----- | ----- | -------- | -------- | -------- | ----- | ---- | ----- | ----- | -------- | ----- | -------- | -------- | ----- |
| 1937년 춘계 | 요미우리    | 55    | 255   | 194   | 36    | 56    | 5       | 8       | 0     | 77    | 19    | 18    | --       | 8        | --       | 51    | --   | 2     | 23    | --       | .289  | .441     | .397     | .838  |
| 1937년 추계 | 요미우리    | 19    | 59    | 55    | 6     | 18    | 2       | 2       | 0     | 24    | 4     | 4     | --       | 0        | --       | 4     | --   | 0     | 12    | --       | .327  | .373     | .436     | .809  |
| 1938년 춘계 | 요미우리    | 32    | 116   | 81    | 17    | 17    | 0       | 2       | 0     | 21    | 7     | 9     | --       | 5        | --       | 29    | --   | 1     | 15    | --       | .210  | .423     | .259     | .683  |
| 1938년 추계 | 요미우리    | 5     | 13    | 11    | 1     | 3     | 0       | 0       | 0     | 3     | 0     | 0     | --       | 0        | --       | 2     | --   | 0     | 2     | --       | .273  | .385     | .273     | .657  |
| 1939년      | 요미우리    | 49    | 48    | 43    | 13    | 7     | 2       | 0       | 0     | 9     | 1     | 2     | --       | 0        | 0        | 5     | --   | 0     | 14    | --       | .163  | .250     | .209     | .459  |
| 1940년      | 요미우리    | 91    | 316   | 269   | 40    | 53    | 7       | 6       | 2     | 78    | 25    | 13    | --       | 3        | 2        | 39    | --   | 3     | 40    | --       | .197  | .304     | .290     | .593  |
| 1941년      | 요미우리    | 85    | 336   | 265   | 43    | 59    | 6       | 5       | 1     | 78    | 30    | 14    | --       | 11       | --       | 58    | --   | 2     | 19    | --       | .223  | .366     | .294     | .660  |
| 1942년      | 요미우리    | 105   | 455   | 370   | 65    | 106   | 11      | 11      | 1     | 142   | 35    | 40    | 7        | 7        | --       | 77    | --   | 1     | 35    | --       | .286  | .411     | .384     | .794  |
| 1943년      | 요미우리    | 84    | 386   | 297   | 68    | 89    | 12      | 4       | 2     | 115   | 20    | 54    | 5        | 3        | --       | 85    | --   | 1     | 25    | --       | .300  | .457     | .387     | .844  |
| 1944년      | 한신 오사카 | 20    | 93    | 74    | 20    | 22    | 5       | 0       | 0     | 27    | 3     | 19    | 2        | 1        | --       | 18    | --   | 0     | 7     | --       | .297  | .435     | .365     | .800  |
| 1946년      | 한신 오사카 | 101   | 450   | 388   | 78    | 113   | 10      | 7       | 1     | 140   | 32    | 25    | 6        | 7        | --       | 54    | --   | 1     | 25    | --       | .291  | .379     | .361     | .740  |
| 1947년      | 한신 오사카 | 115   | 513   | 445   | 81    | 119   | 15      | 9       | 1     | 155   | 28    | 40    | 9        | 3        | --       | 64    | --   | 1     | 29    | --       | .267  | .361     | .348     | .709  |
| 1948년      | 한신 오사카 | 135   | 606   | 527   | 79    | 146   | 14      | 3       | 0     | 166   | 24    | 35    | 11       | 5        | --       | 70    | --   | 3     | 32    | --       | .277  | .365     | .315     | .680  |
| 1949년      | 한신 오사카 | 82    | 222   | 184   | 31    | 41    | 6       | 1       | 0     | 49    | 10    | 14    | 5        | 5        | --       | 33    | --   | 0     | 16    | --       | .223  | .341     | .266     | .607  |
| 1950년      | 마이니치    | 98    | 407   | 361   | 89    | 117   | 23      | 11      | 7     | 183   | 45    | 29    | 6        | 3        | --       | 42    | --   | 1     | 36    | 3        | .324  | .396     | .507     | .903  |
| 1951년      | 마이니치    | 104   | 422   | 381   | 59    | 115   | 13      | 4       | 3     | 145   | 25    | 18    | 9        | 2        | --       | 35    | --   | 4     | 26    | 0        | .302  | .367     | .381     | .747  |
| 1952년      | 마이니치    | 108   | 320   | 267   | 41    | 69    | 13      | 2       | 1     | 89    | 27    | 16    | 6        | 2        | --       | 50    | --   | 1     | 20    | 4        | .258  | .377     | .333     | .711  |
| 1953년      | 마이니치    | 101   | 296   | 250   | 47    | 68    | 5       | 3       | 0     | 79    | 14    | 8     | 5        | 3        | --       | 43    | --   | 0     | 27    | 1        | .272  | .379     | .316     | .695  |
| 1954년      | 마이니치    | 89    | 138   | 115   | 16    | 28    | 5       | 2       | 1     | 40    | 10    | 8     | 2        | 0        | 2        | 19    | --   | 2     | 21    | 0        | .243  | .355     | .348     | .703  |
| 1955년      | 마이니치    | 107   | 193   | 167   | 33    | 55    | 2       | 0       | 1     | 60    | 23    | 13    | 5        | 2        | 2        | 21    | 2    | 1     | 19    | 1        | .329  | .403     | .359     | .762  |
| 1956년      | 마이니치    | 72    | 94    | 82    | 6     | 13    | 2       | 0       | 0     | 15    | 4     | 1     | 2        | 2        | 0        | 10    | 0    | 0     | 15    | 3        | .159  | .250     | .183     | .433  |
| 1957년      | 마이니치    | 43    | 51    | 41    | 11    | 12    | 1       | 1       | 0     | 15    | 3     | 1     | 1        | 1        | 0        | 9     | 0    | 0     | 7     | 0        | .293  | .420     | .366     | .786  |
| 통산 : 20년 | 통산 : 20년 | 1700  | 5789  | 4867  | 880   | 1326  | 159     | 81      | 21    | 1710  | 389   | 381   | 81       | 73       | 6        | 818   | 2    | 24    | 465   | 12       | .272  | .379     | .351     | .731  |

- 굵은 글씨는 시즌 최고 성적.
- 한신(한신군)은 1946년에 오사카(오사카 타이거스)로 구단명을 변경함.

### 연도별 투수 성적
| 연 도      | 소 속      | 등 판 | 선 발 | 완 투 | 완 봉 | 무 4 구 | 승 리 | 패 전 | 세 이 브 | 홀 드 | 승 률 | 타 자 | 이 닝 | 피 안 타 | 피 홈 런 | 볼 넷 | 고 4 | 몸 맞 | 탈 삼 진 | 폭 투 | 보 크 | 실 점 | 자 책 점 | 평 자 책 | W H I P |
| ---------- | ---------- | ----- | ----- | ----- | ----- | ------- | ----- | ----- | -------- | ----- | ----- | ----- | ----- | -------- | -------- | ----- | ---- | ----- | -------- | ----- | ----- | ----- | -------- | -------- | ------- |
| 1940년     | 요미우리   | 1     | 0     | 0     | 0     | 0       | 0     | 0     | --       | --    | ----  | 30    | 7.0   | 8        | 1        | 2     | --   | 0     | 3        | 0     | 0     | 9     | 9        | 11.57    | 1.43    |
| 1946년     | 오사카     | 27    | 20    | 16    | 2     | 0       | 14    | 6     | --       | --    | .700  | 757   | 181.1 | 172      | 5        | 65    | --   | 2     | 63       | 2     | 1     | 71    | 61       | 3.03     | 1.31    |
| 1947년     | 오사카     | 1     | 1     | 1     | 0     | 0       | 1     | 0     | --       | --    | 1.000 | 37    | 9.0   | 6        | 0        | 2     | --   | 1     | 0        | 0     | 0     | 1     | 0        | 0.00     | 0.89    |
| 1948년     | 오사카     | 1     | 1     | 0     | 0     | 0       | 0     | 0     | --       | --    | ----  | 8     | 0.2   | 5        | 0        | 0     | --   | 0     | 0        | 0     | 0     | 3     | 2        | 27.00    | 7.50    |
| 1949년     | 오사카     | 1     | 1     | 0     | 0     | 0       | 0     | 1     | --       | --    | .000  | 9     | 1.0   | 5        | 0        | 1     | --   | 0     | 0        | 0     | 0     | 5     | 5        | 45.00    | 6.00    |
| 통산 : 5년 | 통산 : 5년 | 31    | 23    | 17    | 2     | 0       | 15    | 7     | --       | --    | .682  | 841   | 199.0 | 196      | 6        | 70    | --   | 3     | 66       | 2     | 1     | 89    | 77       | 3.48     | 1.34    |

## 같이 보기
- 일본 야구 전당